# تاکاشی سامبونسوگه
تاکاشی سامبونسوگه (انگلیسی: Takashi Sambonsuge؛ زادهٔ ۵ ژوئن ۱۹۷۸) بازیکن فوتبال اهل ژاپن است.
از باشگاه‌هایی که در آن بازی کرده‌است می‌توان به باشگاه فوتبال اوراوا رد دیاموندز و باشگاه فوتبال ماتسوموتو یاماگا اشاره کرد.